# 2021年貴陽毒氣泄露事件
貴陽毒氣泄露事件是發生于2021年6月12日中華人民共和國貴州省貴陽市的一起毒氣泄露事件（泄露氣體可能為甲酸甲酯），該次事件釀成八死三傷。具體原因警方仍在調查。